# Ahmad ibn al-Chasib al-Dżardżara’i
Ahmad ibn al-Chasib al-Dżardżara’i (arab. ‏أحمد بن الخصيب الجرجرائي‎; zm. ok. 879) – urzędnik cywilny kalifatu Abbasydów wykonujący funkcję wezyra za czasów kalifatu Al-Muntasira.

## Życiorys
Na podstawie jego imienia można wywnioskować, że pochodził z miejscowości Dżardżaraja, na południe od Bagdadu. Jego ojcem był Al-Chasib ibn Abd al-Hamid, który pracował jako urzędnik finansowy w Egipcie za panowania Haruna ar-Raszida.
Podczas panowania Al-Wasika był jednym z celów generalnych represji przeciwko sekretarzom rządowym w latach 843–844, podczas których on i jego podwładni zostali ukarani grzywną i zmuszeni do przekazania kalifowi miliona dinarów w złocie. Gdy Al-Mutawakkil został kalifem, Ahmad został mianowany sekretarzem najstarszego syna i następcy kalifa, Al-Muntasira.
Po zabójstwie Al-Mutawakkila przez jego tureckich ochroniarzy w grudniu 861 roku Ahmad szybko podjął działania mające na celu zapewnienie sukcesji Al-Muntasirowi. Zgromadzono armię, sekretarzy i wybitnych ludzi. Wśród nich byli młodsi bracia Al-Muntasira, Al-Mu’tazz i Al-Mu’jjad, którzy natychmiast uznali nowego kalifa, a Al-Muntasir mógł ugruntować swoją pozycję bez incydentów.
Po śmierci Al-Muntasira w czerwcu 862 roku oficerowie Utamisz, Bugha al-Kabir i Bugha al-Szarabi spotkali się, aby wybrać nowego kalifa. Ahmad zorganizował spotkanie w armii, aby zaakceptowali kogokolwiek, na kogo się zdecydują, i wyraził zgodę, gdy grupa wybrała Al-Musta’ina , wnuka Al-Mu’tasima. Został on sekretarzem nowego kalifa, podczas gdy Utamisz został wezyrem.
W lipcu/sierpniu 862 roku majątek Ahmada i jego synów został skonfiskowany, a Ahmad został wygnany na Kretę. Zmarł tam w 879 roku.

## Życie prywatne
Nie wiadomo dokładnie, ile dzieci miał Ahmad. Jeden z nich na pewno nazywał się Abbas. Wnuk Ahmada, Ahmad ibn Ubajd Allah ibn Ahmad, był wezyrem kalifa Al-Muktadira i Al-Kahira.